# Chillin
A Chillin Wale amerikai rapper dala, amelyben Lady Gaga is közreműködött. A szám Wale debütáló albumának, az Attention: Deficitnek első kislemeze. A dal vegyes visszajelzéseket kapott a kritikusoktól. Néhány országban sikerült bejutnia a slágerlistákra. Legmagasabb slágerlistás helyezése a 12. hely, melyet az Egyesült Királyságban ért el. Az Egyesült Államokban a kilencvenkilencedik helyig jutott a Billboard Hot 100-as listán. A dal videóklipjében Wale és Lady Gaga Washingtonban, Bostonban, és környékükön lévő helyszíneken szerepel. 2009. július 14-én Wale előadta a számot a Late Night With Jimmy Fallon című műsorban.

## Háttér
Wale 2009 januárjától fogva Lady Gagával akart dolgozni, mert úgy gondolta, az énekesnő megtestesíti a party-hangulatot, amelyet a dalban meg akart jeleníteni. Sokan meglepődtek a tervezett együttműködés hírén, amire Wale így reagált: „Ha Jay-Z együtt tud dolgozni a Coldplay-jel, Wale is együtt tud dolgozni Gagával.” Az együttműködést megszervező Mark Ronson elküldte a dal demóját az énekesnőnek, aki saját maga írta meg a részeit a számban, például ilyen szövegrészekkel, mint: "Lookin' at, lookin' at, lookin' at me/ Eyes all stickin' like honey on bees" ("Néznek, néznek, néznek rám/ A szemek rámtapadnak, mint a méz a méhekre") - elég nárcisztikus, de jó értelemben. Gaga az együttműködésről így nyilatkozott:

„Mindenképpen beszélni akartam Wale-vel mielőtt elkezdem a szöveget írni, mert szerintem elég béna dolog amikor az emberek elküldik a dalukat, és azt mondják: »Oké, Gaga, dobd bele a vokálodat!« Ez Wale száma, nem az enyém. Olyan dal [...] aminél nem bírod ki, hogy ne hallgathasd.”

A dalszöveg Wale lakókörének - Maryland és Washington - képét és életét ragadja meg. A számon erősen érződik az 1990-es évek rapzenéjének hatása

## Fogadtatás
A dal vegyes fogadtatásban részesült a kritikusoktól. Steve Roberts az MTV-től méltatta Gaga vokálját a számban, és M.I.A. éneklési stílusához hasonlította Gagáét. A New York Post kritikusának, Ryan Brockingtonnak bár tetszett a dal, azt mondta, M.I.A. "olyasmi ami Lady Gaga egyáltalán nem", és nem értette Gaga mért próbálta őt utánozni a számban. Később maga M.I.A. is kritizálta Lady Gaga éneklését a dalban. A The Greyhound című lap írójának nem tetszett a szám, idegesítőnek találta, hogy Wale folyton a nevét ismételgeti benne, és azt mondta, ha a dal sikeres lesz, az csak Lady Gaga érdeme. Jason Lipshutz a Billboardtól dicsérte a számot, mely szerinte egy "klubbarát kislemez" és "a tökéletes előfutára Wale régóta várt debütáló albumának".

## Videóklip
A dal videóklipjét Chris Robinson rendezte. 2009. június 2-án volt a premierje az Interscope YouTube-csatornáján. A videóban számos, az Egyesült Államokban népszerű rapper is feltűnik - Young Chris, Tre, Bun B., Anwan Glover és Pusha T. Wale és Gaga egy massachusetts-i mólón énekelnek, de Wale több washingtoni helyszínen is látható, köztük egy ruhaboltban is, ahol több ruhát felpróbál. A mólón Lady Gaga néhány jelenetben kisméretűre zsugorodik, és Wale tenyerében álldogál. Gaga egyik, már védjegyévé vált dán dog kutyája is szerepel a klipben és egy Dr. Dre rapper által tervezett fejhallgató van rajta. A videóban Barack Obama számos posztere is megjelenik.

## Slágerlistás helyezések
A Chillin csak kisebb sikereket tudott elérni a slágerlistákon. Az Egyesült Államokban egy hétre felkerült a Billboard Hot 100-as listájára, a kilencvenkilencedik helyre. Kanadában a 73., Ausztráliában a 29. helyig jutott. Legjobb helyezéseit az Egyesült Királyságban és Írországban érte el - előbbiben a 12., utóbbiban a 19. volt a legjobb pozíciója. Felkerült a Billboard európai Hot 100-as kislemezlistájára is: a 42. helyig jutott.
| Slágerlista (2009)            | Legjobb helyezés |
| ----------------------------- | ---------------- |
| Ausztrál kislemezlista        | 29               |
| Brit kislemezlista            | 12               |
| Európai Hot 100 kislemezlista | 42               |
| Ír kislemezlista              | 19               |
| Kanadai kislemezlista         | 73               |
| U.S. Billboard Hot 100 lista  | 99               |

## Fordítás
- Ez a szócikk részben vagy egészben  a   Chillin (Wale song) című angol Wikipédia-szócikk fordításán alapul.  Az eredeti cikk szerkesztőit annak laptörténete sorolja fel. Ez a jelzés csupán a megfogalmazás eredetét és a szerzői jogokat jelzi, nem szolgál a cikkben szereplő információk forrásmegjelöléseként.